# 古龍偽作列表
古龍一生寫的小說極多，加上亂賣版權，且常常遺稿，導致古龍去世後的十年內不斷有出版社打著古龍的名義出了很多偽作，到最後連許多古龍迷自己都分不清楚，在此列出偽作列表。

## 偽作列表
打上※為經過古龍同意的「掛名作品」，所以有時也被認為是古龍親筆作品。
以下只列出台灣的偽作。部分仍有爭議，如《劍玄錄》等。
- 1975年※《江湖奇譚》（《吸血蛾》）——黃鷹，南琪出版。
- 1977年※《劍玄錄》（《奇俠絕情劍》）——溫玉1965年，南琪出版。
- 1978年《漂泊英雄傳》（抄襲《連城訣》）——溫玉1962年，南琪出版。
- 1978年或1979年《風雨奇譚》（《水晶人》）——黃鷹，南琪出版。
- 1980年1月1日《快刀浪子》——龍乘風1977年，鄉野出版。
- 1981年《神仙傳奇》，萬盛出版。
- 1981年《風雲一盜》，萬盛出版。
- 1981年《煙雨千千》，萬盛出版。
- 1981年8月《名流劍客沒羽錄》，南琪出版。
- 1982年4月《雙流神劍》（《獨臂雙流劍》），南琪出版。
- 1983年3月《鐵劍紅顏》——龍乘風，鄉野出版。
- 1983年11月《武林英雄》——龍乘風，漢牛出版。
- 1983年11月《獅斧》——龍乘風，育幼出版。
- 1983年11月《風雨雙雨劍》——王度廬1948年，萬盛出版。
- 1984年1月《雁翅刀》（《雁翅標》）——白羽1947年，萬乘出版。
- 1984年3月《情人‧看刀》，裕泰出版。
- 1984年4月《飄花看劍錄》，裕泰出版。
- 1984年5月《獨臂闖七關》，裕泰出版。
- 1984年6月※《手槍》（《手槍‧槍手》）——于志宏，萬盛出版。古龍還特別寫序謊稱為少年之作。
- 1984年6月《飛鶯‧飛鷹》（《女飛賊黃鶯》系列）——小平，萬盛出版。
- 1984年7月《大俠鐵無雙》，裕泰出版。
- 1985年6月※《那一劍的風情》——丁情，萬盛出版。
- 1985年7、10月※《怒劍狂花》——丁情，萬盛出版。
- 1985年9月※《白玉雕龍》——申碎梅，萬盛出版。
- 1985年9月《刀魂》，裕泰出版。
- 1985年9月《劍氣滿天花滿樓》，裕泰出版。
- 1985年10月《仁者無敵》，漢牛出版。
- 1986年1月《秦塞曲》——古龍新，漢牛出版。
- 1986年6月※《邊城刀聲》（《怪俠神刀》）——丁情，萬盛出版。
- 《飄香劍雨‧續》（《飄香劍雨續集》），南琪出版。一時間還被認為是《神君別傳》。
- 《劍氣嚴霜》——墨餘生，一說奇士傳。墨餘生代筆古龍《劍氣書香》末段，又自行撰續集《劍氣嚴霜》。
- 《黑雁》，風雲年代出版。
- 《又見探花郎》——李涼，皇佳／皇鼎出版
- 《陸小鳳新傳》——李涼，皇佳／皇鼎出版：

《金手指》、《誰是楚留香》、《天外飛仙》、《花無心》、《惡人谷》、《凶宴》
- 《憤怒小馬集》——李涼，皇佳／皇鼎出版：

《鬼城傳奇》、《苗峒追兇》、《水上風雲》、《彩雲飛》、《劍花煞》、《憤怒小馬》
资料來源：古龙武侠网——-初探古龙伪作 （页面存档备份，存于）

## 相關連結
- 古龍